# Contarinia halimodendronis
Contarinia halimodendronis är en tvåvingeart som beskrevs av Fedotova 1991. Contarinia halimodendronis ingår i släktet Contarinia och familjen gallmyggor.
Artens utbredningsområde är Kazakstan. Inga underarter finns listade i Catalogue of Life.